# Мосарабська хроніка
Мосарабська хроніка 754 року (скорочено — Мосарабська хроніка; ісп. Crónica mozárabe de 754) — анонімна латиномовна всесвітня хроніка, що описує події, що відбулися в країнах Середземномор'я у 610-754 роках. Отримала назву за єдино точно встановленим фактом з біографії її автора та дати складання. Цінне джерело з історії Візантії, Королівства вестготів та Арабського халіфату VII—VIII століть.

## Опис

### Рукописи
«Мосарабська хроніка» збереглася у трьох рукописах. Найбільш давній з них складений у IX столітті. Одна його частина знаходиться в Егертонській колекції Британської бібліотеки (MS BL — Egerton 1934) в Лондоні, інша — в бібліотеці Королівської академії історії (MS Madrid, Biblioteca de la Real Academia de la Historia 81) в Мадриді. Два інші кодекси датуються XIII і XIV століттями та зберігаються в бібліотеках Мадрида і Парижа. Перше друковане видання тексту хроніки було здійснено в 1615 в Памплоні.

### Назви
Жоден з рукописів «Мосарабської хроніки», що дійшли до нашого часу, не містить авторської назви твору. У двох пізніших рукописах знаходяться записи, що хроніка була написана Ісидором, на підставі чого її автором довгий час вважали єпископа Ісидора Паценського (або Безького). Під назвою «Хроніка Ісідора Паценського» вона була видана у складі España Sagrada та Patrologia Latina. Проте в результаті подальших досліджень рукописів було встановлено, що записи про авторство Ісидора є пізнішими інтерполяціями, після чого думка про Ісидора Паценського як упорядника хроніки стала відкидатися. Як альтернатива була запропонована назва «Іспанське продовження» (варіанти — «Іспанське продовження Ісидора Севільського» та «Іспанське продовження 754 року»). Під цією назвою хроніка й була опублікована, зокрема, у складі Monumenta Germaniae Historica. Думка про автора хроніки як про мешканця Кордови призвела до появи видань цього історичного джерела під назвою «Хроніка Кордовського Аноніма». Сучасна назва — «Мосарабська хроніка 754 року» — остаточно закріпилася за цим твором після найповнішого сьогодні критичного видання хроніки, здійсненого 1980 року іспанським істориком Х. Є. Лопесом Перейрою.

### Авторство хроніки
Текст хроніки не дозволяє однозначно визначити, хто був її автором. Достеменно встановлено лише те, що він був мосарабом — християнином, який проживав на завойованих арабами землях Піренейського півострова. Сам про себе автор повідомляє, що перед складанням цієї хроніки він написав ще один історичний твір, де розповідає про громадянську війну в Аль-Андалус в 742 році. Але цей твір не зберігся.
Деякий час вважалося, що автор хроніки жив у Кордові. Однак подальші дослідження «Мосарабської хроніки» показали, що її творець найдокладніше повідомляє про події, пов'язані з християнською громадою Толедо. Також, ймовірно, автор мав доступ до архівів місцевої архієпархії, з яких він почерпнув відомості про численні церковні собори, що відбулися тут. Нині більшість істориків дотримуються думки, що укладач цього історичного джерела жив і працював у Толедо. На підставі дуже гарного знання автором літургійних питань передбачається, що він міг мати духовний сан.

### Текст хроніки
«Мосарабська хроніка» написана варварською латиною, що свідчить про загальний занепад класичної культури (у тому числі письмової) у зайнятих арабами областях Піренейського півострова. Водночас, використання автором у своїй роботі численних документів, які здебільшого не дійшли до нашого часу, робить хроніку одним з найбільш цінних історичних джерел з історії Вестготського королівства та Аль-Андалуса.
Хроніка починається з повідомлення про проголошення в 610 імператором Візантії Іраклія I. Перші розділи присвячені опису ірано-візантійської війни 602—628 років. З 9-го розділу автор починає включати у свій твір відомості про арабські завоювання. У 15-му розділі вперше згадуються дані про історію Вестготського королівства: почавши виклад подій, що відбувалися тут, зі сходження на престол короля Сісебута, автор «Мосарабської хроніки» виступив продовжувачем «Хроніки готів» Ісидора Севільського. Надалі у хроніці йде паралельний виклад історії Візантії, Арабського халіфату та Королівства вестготів. До кінця твору основне місце в хроніці займають опис подій на Піренейському півострові.
«Мосарабська хроніка» містить низку унікальних свідчень, які відсутні в інших історичних джерелах. Серед таких повідомлень, дані про будівельну діяльність вестготських королів, про проведення Вісімнадцятого Толедського собору та відомості про деякі аспекти внутрішньополітичної ситуації у Вестготській державі напередодні арабського завоювання. «Мосарабська хроніка» у більш сприятливому світлі, ніж пізніші іспано-християнські джерела (наприклад, «Хроніка Альфонсо III»), описує правління останніх королів вестготів, виявляючи особливу симпатію до короля Вітіци. Хроніка є важливим джерелом з історії перших десятиліть влади арабів на Піренейському півострові. У ній докладно викладаються відомості про діяльність валі Аль-Андалуса, в тому числі про їхню політику щодо християнського населення підвладних їм територій. Ця хроніка містить найповніший з усіх ранньосередньовічних іспано-християнських джерел опис завойовницьких походів маврів проти Франкської держави (включаючи битву при Пуатьє), і боротьби за вплив у завойованих землях між арабами та берберами.

### Видання
Російською мовою:
- Циркин Ю. Б. Испанское продолжение // Античные и раннесредневековые источники по истории Испании. — СПб.: Филологический факультет СПбГУ; Изд-во С.-Петерб. ун-та, 2006. — С. 133—137. — 1000 экз. — ISBN 5-8465-0516-3, ISBN 5-288-04094-X. (представлены фрагменты, относящиеся к истории Королевства вестготов)
- Мозарабская хроника 754 г. Восточная литература. Процитовано 15 квітня 2012.{{cite web}}:  Обслуговування CS1: Сторінки з параметром url-status, але без параметра archive-url (посилання)